# Kolarstwo na Igrzyskach Azjatyckich 2006
Kolarstwo na Igrzyskach Azjatyckich 2006 odbywało się na arenach w Dosze w dniach 3–14 grudnia 2006 roku. Ponad dwieście zawodników obojga płci rywalizowało w siedemnastu konkurencjach w dwóch dyscyplinach. W klasyfikacji medalowej zwyciężyli reprezentanci Chin, którzy zdobyli 13 medali, w tym: 6 złotych, 4 srebrne i 3 brązowe.

## Podsumowanie

### Klasyfikacja medalowa
| Miejsce | państwo          | Złoto | Srebro | Brąz | Razem |
| ------- | ---------------- | ----- | ------ | ---- | ----- |
| 1       | Chiny            | 6     | 4      | 3    | 13    |
| 2       | Korea Południowa | 5     | 2      | 8    | 15    |
| 3       | Japonia          | 3     | 2      | 2    | 7     |
| 4       | Hongkong         | 2     | 0      | 0    | 2     |
| 5       | Kazachstan       | 1     | 2      | 2    | 5     |
| 6       | Iran             | 0     | 3      | 1    | 4     |
| 7       | Kirgistan        | 0     | 1      | 0    | 0     |
| =       | Malezja          | 0     | 1      | 0    | 1     |
| =       | Chińskie Tajpej  | 0     | 1      | 0    | 1     |
| =       | Uzbekistan       | 0     | 1      | 0    | 1     |
| 11      | Tajlandia        | 0     | 0      | 1    | 1     |
| Razem   | Razem            | 17    | 17     | 17   | 51    |

Kolarstwo szosowe
| Konkurencja                | 1. miejsce                                                                               | 2. miejsce                                                                 | 3. miejsce                                                                |
| Mężczyźni                  | Mężczyźni                                                                                | Mężczyźni                                                                  | Mężczyźni                                                                 |
| -------------------------- | ---------------------------------------------------------------------------------------- | -------------------------------------------------------------------------- | ------------------------------------------------------------------------- |
| Wyścig ze startu wspólnego | Wong Kam Po                                                                              | Mehdi Sohrabi                                                              | Park Sung-baek                                                            |
| Jazda indywidualna na czas | Song Baoqing                                                                             | Eugen Wacker                                                               | Andriej Mizurow                                                           |
| Drużynowa jazda na czas    | Kazachstan · Ilja Czernyszow · Aleksandr Dymowskich · Dmitrij Gruzdiew · Andriej Mizurow | Iran · Hosejn Askari · Alireza Haghi · Ghader Mizbani · Abbas Saeidi Tanha | Japonia · Yoshiyuki Abe · Kazuya Okazaki · Satoshi Hirose · Kazuhiro Mori |
| Kobiety                    |                                                                                          |                                                                            |                                                                           |
| Wyścig ze startu wspólnego | Mayuko Hagiwara                                                                          | Zhao Na                                                                    | Han Song-hee                                                              |
| Jazda indywidualna na czas | Li Meifang                                                                               | Zulfija Zabirowa                                                           | Lee Min-hye                                                               |

Kolarstwo torowe
| Konkurencja                     | 1. miejsce                                                                       | 2. miejsce                                                                | 3. miejsce                                                       |
| Mężczyźni                       | Mężczyźni                                                                        | Mężczyźni                                                                 | Mężczyźni                                                        |
| ------------------------------- | -------------------------------------------------------------------------------- | ------------------------------------------------------------------------- | ---------------------------------------------------------------- |
| Sprint                          | Tsubasa Kitatsuru                                                                | Choi Lae-seon                                                             | Tang Qi                                                          |
| Sprint drużynowy                | Japonia · Kazuya Narita · Yudai Nitta · Kazunari Watanabe                        | Chiny · Feng Yong · Lin Feng · Zhang Lei                                  | Korea Południowa · Choi Lae-seon · Kang Dong-jin · Yang Hee-chun |
| 1000 m                          | Feng Yong                                                                        | Yusho Oikawa                                                              | Kang Dong-jin                                                    |
| Wyścig punktowy                 | Cheung King Wai                                                                  | Vladimir Tuychiev                                                         | Ilja Czernyszow                                                  |
| Keirin                          | Kang Dong-jin                                                                    | Josiah Ng                                                                 | Hiroyuki Inagaki                                                 |
| Madison                         | Korea Południowa · Jang Sun-jae · Park Sung-baek                                 | Kazachstan · Ilja Czernyszow · Aleksiej Lalko                             | Iran · Mehdi Sohrabi · Amir Zargari                              |
| Wyścig na dochodzenie           | Jang Sun-jae                                                                     | Taiji Nishitani                                                           | Hwang In-hyeok                                                   |
| Wyścig drużynowy na dochodzenie | Korea Południowa · Hwang In-hyeok · Jang Sun-jae · Kim Dong-hun · Park Sung-baek | Iran · Hosejn Nateghi · Abbas Saeidi Tanha · Mehdi Sohrabi · Amir Zargari | Chiny · Chen Xiaoyong · Wang Youguo · Wen Hairui · Zeng Zhaoyu   |
| Kobiety                         |                                                                                  |                                                                           |                                                                  |
| Sprint                          | Guo Shuang                                                                       | Gong Jinjie                                                               | You Jin-a                                                        |
| 500 m na czas                   | Guo Shuang                                                                       | Hsiao Mei-yu                                                              | You Jin-a                                                        |
| Wyścig punktowy                 | Li Yan                                                                           | Lee Min-hye                                                               | Chanpeng Nontasin                                                |
| Wyścig na dochodzenie           | Lee Min-hye                                                                      | Li Meifang                                                                | Wang Li                                                          |